# Robert Hutchison (1er baron Hutchison de Montrose)
Robert Hutchison (5 septembre 1873 - 13 juin 1950), est un militaire écossais et un homme politique libéral.

## Jeunesse
Hutchison est le fils d'Alexander Hutchison, de Braehead, Kirkcaldy, Fife. Son frère cadet Balfour Hutchison (en) (1889–1967) est lieutenant général dans l'armée britannique.

## Carrière militaire
Hutchison est lieutenant dans la Fife Artillery, un régiment de la milice, quand il reçoit une commission régulière en tant que sous-lieutenant dans les 7th Dragoon Guards le 10 février 1900. Il est promu lieutenant le 3 octobre 1900. L'année suivante, il est détaché à la Yeomanry impériale, servant dans la seconde guerre des Boers en Afrique du Sud, où il est nommé lieutenant et adjudant du 12e bataillon le 25 novembre 1901, avec le grade temporaire de capitaine du même jour. Il renonce à sa nomination comme adjudant et à sa nomination temporaire comme capitaine le 12 mai 1902, peu de temps avant la fin de la guerre et quitte Le Cap le mois suivant, retournant en Angleterre sur SS Plassy. Il est promu au grade de capitaine avec le 11th Hussars en 1905 et major avec le 4th Dragoon Guards en 1912. Il est officier d'état-major, 3e grade, 1912–1914, et promu au 2e grade en 1914. Il sert pendant la Première Guerre mondiale comme officier d'état-major général de 1915 à 1917 ; général de division provisoire et directeur de l'organisation au Bureau de la Guerre de mai 1917 à 1919 ; DAG 1919. Il est mentionné six fois dans des dépêches, et reçoit l'Ordre du Service distingué en 1915, fait Compagnon de l'Ordre du Bain en 1918 et chevalier commandeur de l'Ordre de Saint-Michel et Saint-George en 1919. Il reçoit également l'Ordre belge de la Couronne et la Croix de guerre, la Légion d'honneur française et la Médaille du service distingué de l'armée américaine. Il prend sa retraite en 1923.

## Carrière politique
Hutchison est député national libéral de Kirkcaldy Burghs de 1922 à 1923, député libéral de Montrose Burghs de 1924 à 1931 et député national libéral de cette circonscription de 1931 à 1932. Il est whip national libéral écossais en 1923, whip libéral de 1924 à 1926 et whip libéral en chef de 1926 à 1930. À sa retraite de la Chambre des communes en 1932, il est élevé à la pairie comme baron Hutchison de Montrose, de Kirkcaldy dans le comté de Fife. Il sert plus tard sous Stanley Baldwin et Neville Chamberlain comme Paymaster-General de 1935 à 1938 et est nommé conseiller privé en 1937.
Outre ses carrières militaires et politiques, il est administrateur de la Banque nationale d'Australasie, de Phœnix Assurance Co. et d'autres sociétés commerciales.

## Vie privée
Lord Hutchison de Montrose épouse d'abord Agnes, fille de William Drysdale, en 1905. Après sa mort, il se remarie à Alma, fille de WG Cowes, en 1942. Il meurt en juin 1950, à l'âge de 76 ans, lorsque la baronnie s'éteint.